# 정보 중심 네트워킹
정보 중심 네트워킹(Information-centric networking, ICN)은 영속적인 연결과 단대단 원칙에 기반을 둔 호스트 중심의 패러다임에서 벗어나 인터넷 인프라스트럭처를 중심점이 식별 정보(내용이나 데이터)인 네트워크 아키텍처로 발전시키는 접근법이다.
데이터는 장소, 애플리케이션, 스토리지, 전송 수단으로부터 독립적이며 네트워크 내 캐시와 복제(replication)를 가능케 한다. 예측되는 장점으로는 효율성 개선, 정보/대역폭 수요 면에서 더 나은 확장성, 문제시되는 통신 시나리오에서 더 나은 안정성을 들 수 있다.. 정보 중심 네트워킹에서 캐시는 네트워크 레벨의 해결책이며, 캐시 상태는 빠르게 변화하고 요청 도착율은 더 높고 캐시 크기는 더 작은 편이다. 특히 정보 중심 네트워킹 캐시 정책은 빠르고 가벼운 편이다.

## 오픈 소스 소프트웨어 프로젝트
- Hybrid ICN
- Community ICN

## 연구 프로젝트

### 미국
- 콘텐츠 센트릭 네트워킹
- 네임드 데이터 네트워킹
- DONA

### 유럽
- 4WARD
- COAST
- COMBO
- COMET
- CONVERGENCE
- GreenICN
- NetInf
- POINT
- PSIRP
- PURSUIT
- SAIL
- NFN
- UMOBILE 보관됨 2019-12-03 - 웨이백 머신